# Lanvaudan
Lanvaudan (bretonisch: Lanvodan) ist eine französische Gemeinde mit 809 Einwohnern (Stand: 1. Januar 2022) im Département Morbihan in der Region Bretagne. Sie gehört zum Arrondissement Lorient und zum Kanton Guidel.

## Geographie
Lanvaudan liegt im Binnenland im Westen des Départements Morbihan. Die Ortschaft befindet sich ungefähr 19 Kilometer nordöstlich der Stadt Lorient. Nachbargemeinden sind Inguiniel im Norden, Bubry und Quistinic im Osten, Languidic im Südosten, Inzinzac-Lochrist im Süden sowie Calan und Plouay im Westen.

## Geschichte
Über die Frühgeschichte der Gemeinde gibt es kaum Belege. Überreste aus prähistorischer und gallo-römischer Zeit belegen eine frühe Besiedlung. Im 12. Jahrhundert siedelte sich eine Mönchsgemeinschaft im Ort Kermorc'h an. Regiert wurde es von den Burggrafen von Pontcallec, die wiederum Untertan der Herrschaft Kemenet-Héboé waren. Später wurde das Gemeindegebiet von verschiedenen Lehensherren verwaltet. Die bedeutendste Familie waren die Herren von Guerholein. Vom Mittelalter bis zur Französischen Revolution war es eine eigenständige Kirchgemeinde. Historisch gehört die Gemeinde zum Pays de Vannes (Vannetais;Bretonisch:Bro-Gwened). Nach der Französischen Revolution war sie Kampfgebiet zwischen Republikanischen Truppen und den Chouans. Politisch wurde Lanvaudan 1790 eine Gemeinde. Von 1793 an gehörte Lanvaudan zum Kanton Plouay und zum Distrikt Hennebont. Ab 1801 war es Teil des Arrondissements Vannes und bis 2015 eine Gemeinde im Kanton Plouay. Seit dem 22. März 2015 gehört Lanvaudan zum neu geschaffenen Kanton Guidel.

### Bevölkerungsentwicklung
Lanvaudan gehörte 1793 mit 965 Bewohnern zu den kleineren Gemeinden der Region. Dies blieb trotz eines leichten Anstiegs im gesamten 19. Jahrhundert so. In der Zeit zwischen 1793 und 1906 waren es stets um die 1000 Bewohner, in den Jahren 1911 bis 1946 bewegten sich die Bevölkerungszahlen stets in einem Bereich um die 1100 Personen. Im Jahr 1926 wurde der historische Bevölkerungshöchststand erreicht. Nach dem Zweiten Weltkrieg folgte eine starke Abwanderungswelle bis ins Jahr 1975 (1946–1975: −37 %). Es folgte eine kurze Phase des Wachstums bis 1990 mit einer anschließenden zweiten Abwanderungswelle. 2006 wurde der historische Tiefststand erreicht. Seither nimmt die Einwohnerschaft wieder leicht zu.
| Jahr      | 1962 | 1968 | 1975 | 1982 | 1990 | 1999 | 2006 | 2012 | 2019 |
| Einwohner | 873  | 785  | 705  | 735  | 815  | 725  | 702  | 753  | 801  |

## Sehenswürdigkeiten
- Kirche Saint-Mandé aus dem Jahr 1642
- Kapelle Saint-Mélec aus dem Jahr 1645 im Ort Lomelec
- Altes Haus mit Brunnen und einem geschmückten Hundeeingang (Löwenskulptur)
- Kreuz auf dem Kirchplatz aus dem 18. Jahrhundert
- Quellbrunnen Saint-Roch
- Ehemaliges Pfarrhaus aus dem Jahr 1682, daneben ein alter Brotofen und ein Dorfbrunnen
- Strohgedeckte Häuser aus dem 16.–18. Jahrhundert in Lanvaudan und Kervénic
- Lec’h (eine Stele) aus gallischer Zeit auf dem Kirchplatz

Quelle:

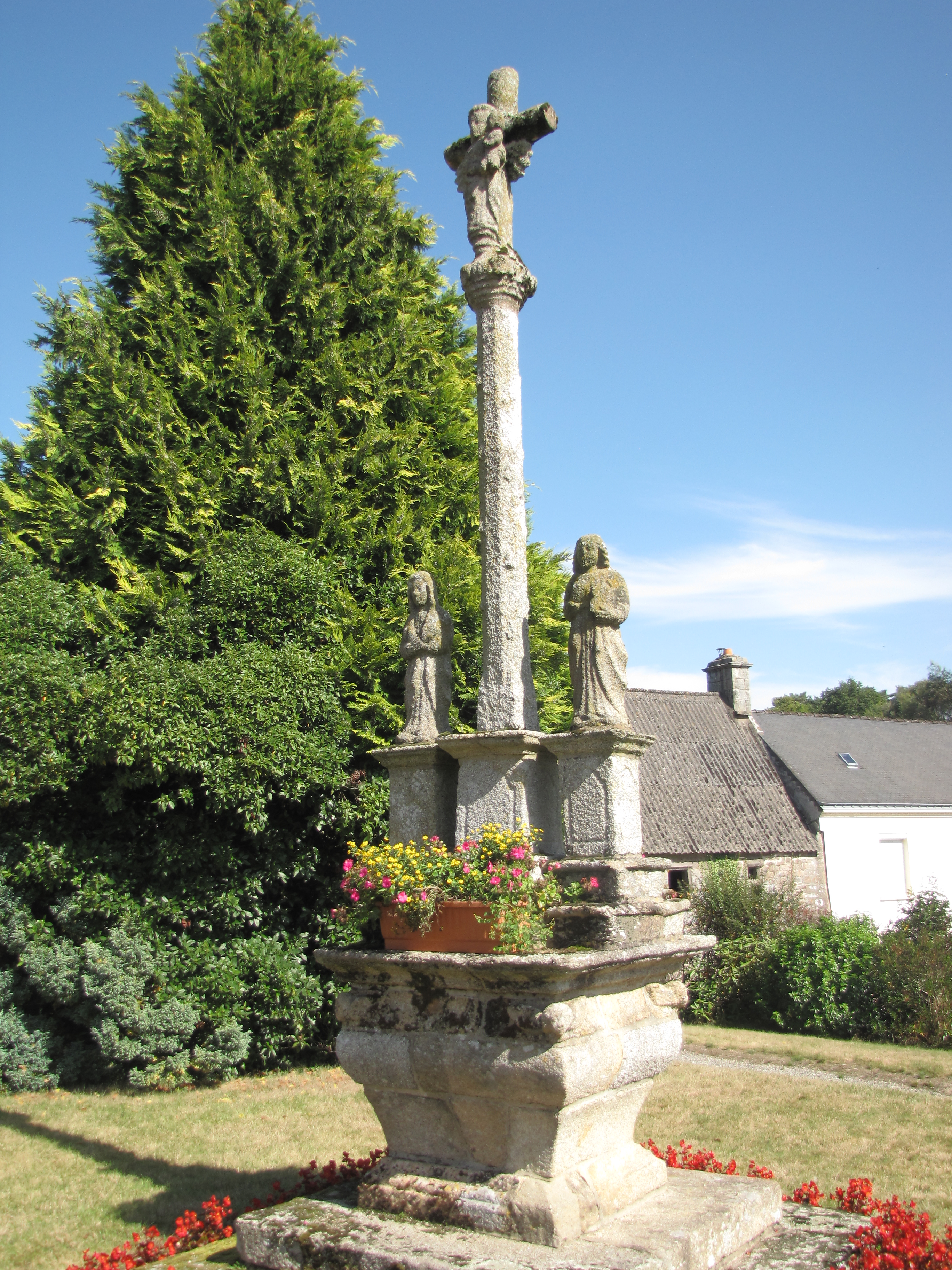
Calvaire auf dem Friedhof
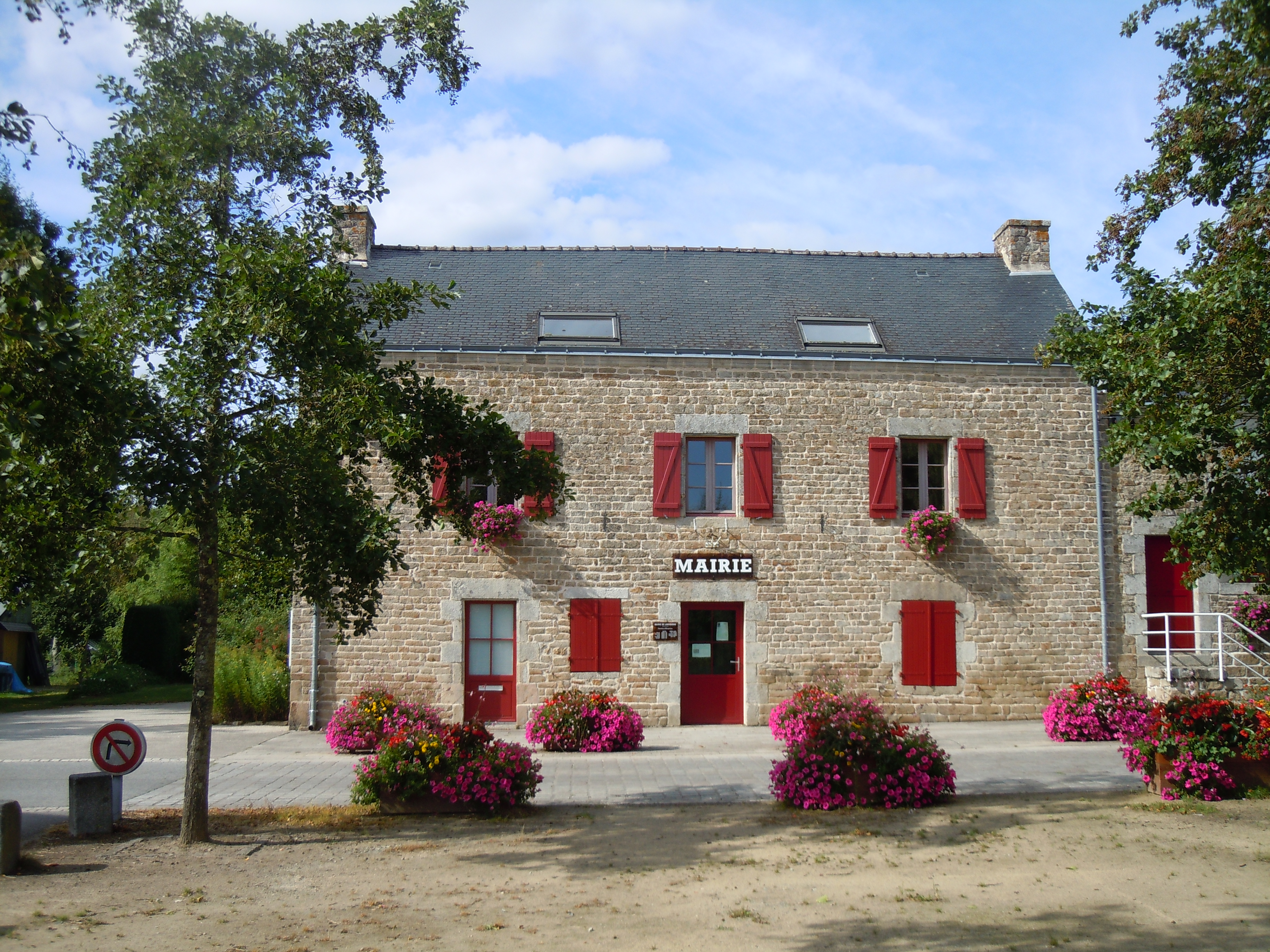
Rathaus (Mairie) von Lanvaudan
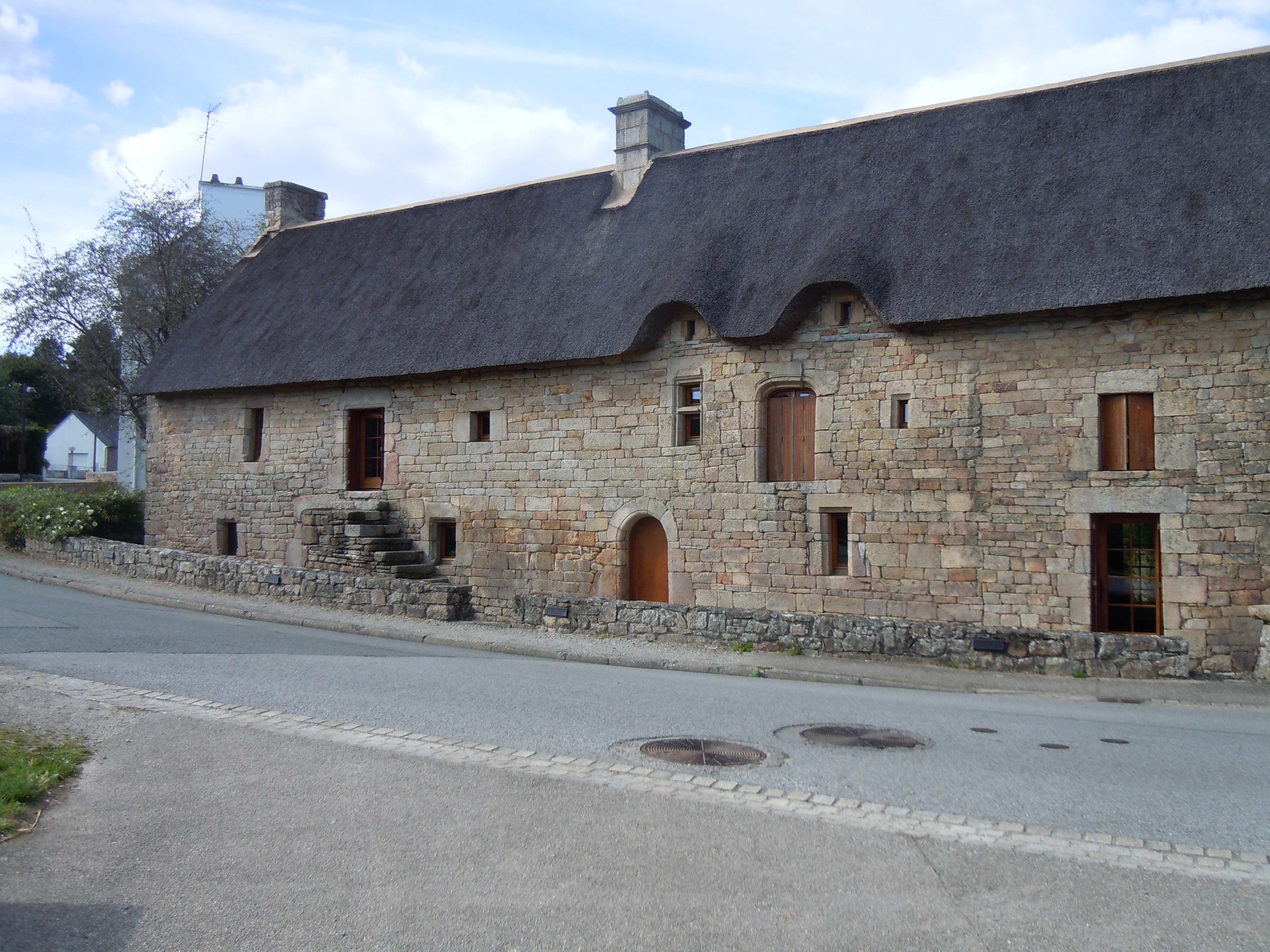
Strohgedecktes Haus Maison Cardiet
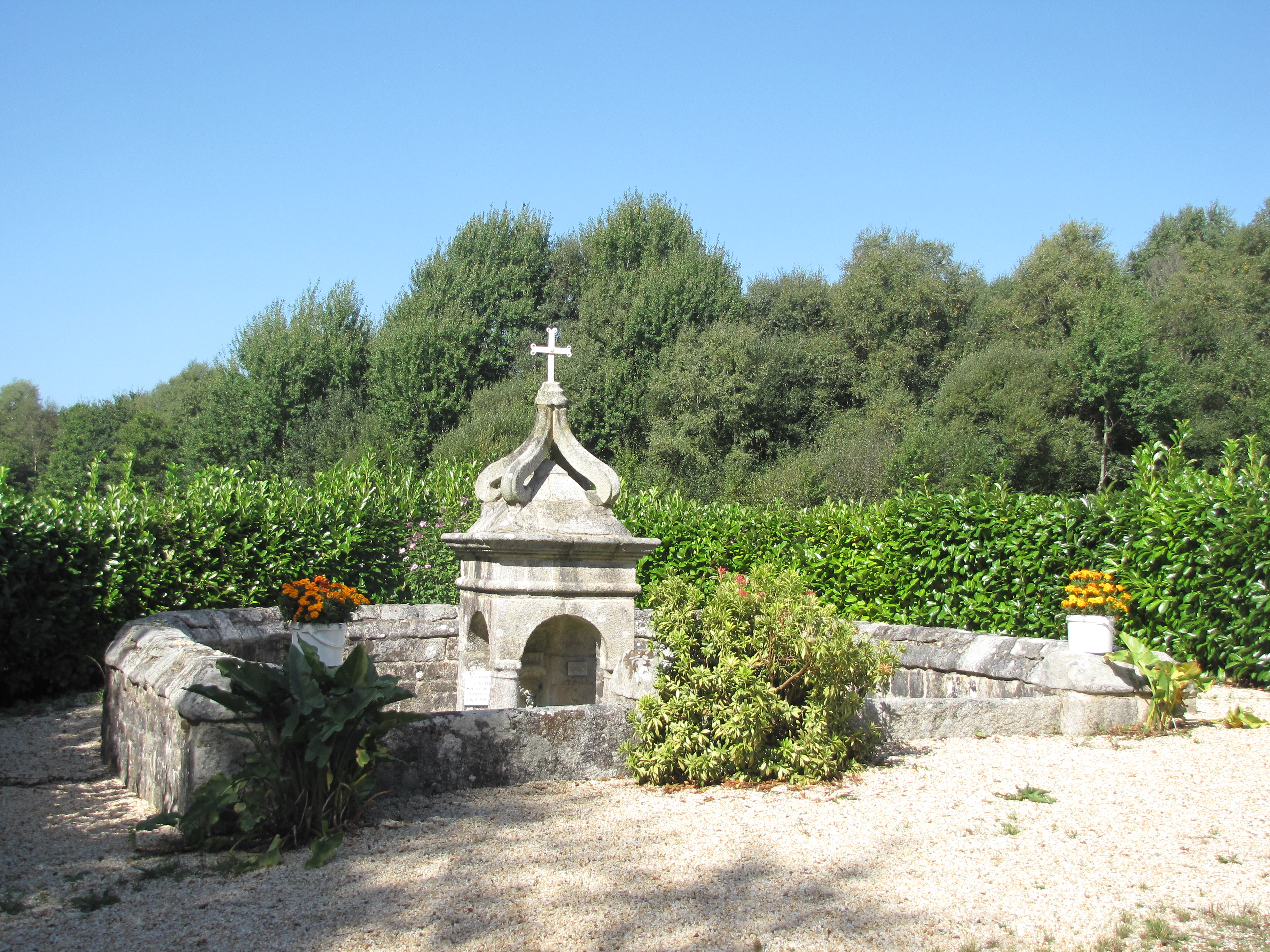
Brunnen Saint-Roch